# Diocèse de San Diego
Le diocèse de San Diego (Dioecesis Sancti Didaci) est une circonscription ecclésiastique de l'Église catholique aux États-Unis, regroupant le comté de San Diego et le comté d'Imperial en Californie du Sud, avec une population d'environ un million de fidèles. Il est suffragant de l'archidiocèse de Los Angeles. Son siège est à la cathédrale Saint-Joseph de San Diego (en).

## Clergé
Le diocèse a été dirigé durant une dizaine d'années de 2015 au 6 janvier 2025 par Robert McElroy, succédant à Cirilo Flores mort d'un cancer le 6 septembre 2014,,. Depuis, il est vacant.
En 2022, le diocèse est servi par 262 prêtres, 156 diacres permanents, 177 religieuses et 109 religieux.

## Histoire

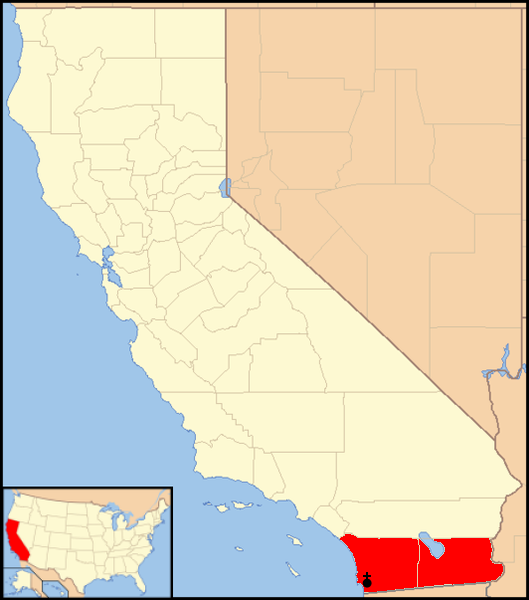
Localisation du diocèse.

Les premières églises de ce territoire ont été fondées par des missionnaires espagnols ; ce sont deux églises parmi les vingt-et-une des missions de Californie (la Mission San Diego de Alcala et la Mission San Luis Rey de Francia). Au début, elles sont comprises en 1840 dans le diocèse de Californie qui regroupe les provinces mexicaines de Baja California  et d'Alta California. Après la conquête de la Haute-Californie par les États-Unis, le diocèse est scindé avec le diocèse de Monterey (plus tard diocèse de Monterey-Los Angeles) pour la partie américaine. En 1922, la portion méridionale du territoire devient le diocèse de Los Angeles-San Diego.
Le diocèse actuel est le résultat de la division du diocèse de Los Angeles-San Diego. Il est érigé le 11 juillet 1936 en regroupant le comté de San Diego, le comté d'Imperial, le comté de Riverside et le comté de San Bernardino. Le reste devient l'archidiocèse de Los Angeles.
En 1978, le diocèse de San Diego cède une partie de son territoire à l'avantage du nouveau diocèse de San Bernardino, regroupant le comté de Riverside et celui de San Bernardino.
En 2018, le diocèse de San Diego comprenait 99 paroisses et 16 missions. Il administrait 45 écoles élémentaires, 5 écoles secondaires et 2 universités : l'université de San Diego et l'université John Paul the Great (Jean-Paul le Grand).

## Ordinaires
- Charles Francis Buddy (1936-1966)
- Francis James Furey (1966-1969), nommé archevêque de San Antonio
- Leo Thomas Maher (1969-1990)
- Robert Henry Brom (1990-2013)
- Cirilo Flores (2013-2014)
- Robert McElroy (2015–2025), nommé archevêque de Washington
- Michael Pham (en) (depuis 2025)